# Eichsfeld
Eichsfeld (posłuchajⓘ) – kraina historyczna w krajach związkowych: Dolna Saksonia i Turyngia w Niemczech. Eichsfeld, do 1803 należący do arcybiskupstwa Moguncji, stanowi enklawę katolicyzmu w przeważnie protestanckich północnych Niemczech.

## Geografia

### Położenie
Eichsfeld zajmuje powierzchnię około 1540 km² i leży pomiędzy dolinami rzek Rhume na północnym wschodzie i Werry na południowym zachodzie, Kotliną Turyńską na południowym wschodzie i Lasem Getynga-Northeimer na północnym zachodzie. Dział wodny Łaby i Wezery biegnie od Harzu przez środek Eichsfeld: Unstruta, Wipper i Helme należą do zlewni Łaby oraz Rhume, Nisse, Hahle, Leine i Frieda wpływają odpowiednio do Werry i Wezery.

### Naturalna struktura przestrzenna i krajobraz
Eichsfeld leży na granicy trzech dużych obszarów przyrodniczych:
- północno-zachodnim krańcu Kotliny Turyńskiej
- Dolnym Werrabergland w górach Wschodniej Hesji
- Dolnym Eichsfeld i Kotlinie Eichsfelda w górach Weser-Leine

Na południu Eichsfeld składa się z kilku płyt wapienia muszlowego o wysokości 450 m (Dün, Oberes Eichsfeld, Gobert), które schodzą stromym i bardzo ustrukturyzowanym stopniem do dolin Leine i Werra. Najwyższym punktem Eichsfeld jest Goburg na grzbiecie Gobert o wysokości 543,4 m. Na zachodzie rozciągają się górskie krajobrazy będące częścią Werrabergland (Höheberg, Rosoppe-Frieda-Hügelland).
Na północy rozciąga się krajobraz środkowego Eichsfeld z czerwonego piaskowca, który obejmuje górną dolinę Leine z Zehnsberg i Eichsfelder Kessel. Wznoszą się tu także większe pasma górskie, jak np. Góry Ohm z Birkenberg o wysokości 533,4 m, a na wschodzie góry Bleicheröder, które wraz z Dün tworzą Bramę Eichsfeld na rzece Wipper w pobliżu Sollstedt.
Na dalekiej północy leży żyzny krajobraz basenu Złotego Marka, graniczy z okolicznymi pagórkowatymi krajobrazami Hellberge i Rotenberg na wschodzie oraz górami Getyngi na zachodzie.

### Granice w Eichsfeld
Ogólnie rzecz biorąc, krajobraz jest podzielony na dwie części, bardziej wzburzoną i wyższą Obereichsfeld oraz na północy dolną Untereichsfeld. O ile granice historycznego Eichsfeldu są stosunkowo jasno określone, o tyle nie ma jednolitego określenia przebiegu tej linii granicznej:
- jako uproszczoną granicę przyjmuje się, że przebiega ona wzdłuż dolin rzek Leine i Wipper.
- z geograficznego i geologicznego punktu widzenia biegnie po północnym zboczu Dün i Oberem Eichsfeld.
- wzdłuż granicy językowej między dialektami środkowoniemieckimi i dolnoniemieckimi (pokazane na mapie Das Eichsfeld)
- z polityczno-administracyjnego punktu widzenia na granicy państwowej między Turyngią a Dolną Saksonią. Dzisiejsza granica państwowa Turyngii stanowiła jednocześnie wewnętrzną granicę niemiecką.

Ze względu na bogatą historię Eichsfeld obejmuje dziś trzy kraje związkowe i pięć okręgów.

### Miejsca w Eichsfeld
Największa część Obereichsfeld wraz z miastami Heiligenstadt, Leinefelde-Worbis i Dingelstädt należy do kraju związkowego Turyngii, w powiecie Eichsfeld. Ponadto dziewięć miast Obereichsfeld znajduje się w okręgu Unstrut-Hainich, a dwa kolejne w heskim powiatu Werra-Meißner. 18 miejscowości w Untereichsfeld znajduje się w Turyngii (okręg Eichsfeld), pozostała część Untereichsfeld z centrum w Duderstadt należy do kraju związkowego Dolna Saksonia, wszystkie w powiecie Getynga z wyjątkiem Lindau, które należy do powiatu Northeim. Powiązania te wyraźnie widać na mapie Das Eichsfeld w prawym górnym rogu – mimo że widoczne są tam granice do 1945 roku. Cienka przerywana linia na północ od Worbis przedstawia granicę między Ober- i Untereichsfeld.
Dla uproszczenia całą turyńską część Eichsfeld określa się obecnie zwykle jako Obereichsfeld, a część Dolnej Saksonii, która odpowiada dawnej dzielnicy Duderstadt, jako Untereichsfeld.

### Stolica
Heiligenstadt często nazywane jest „tradycyjną stolicą Eichsfeld”. Jednak w szkołach Duderstadt jest postrzegane jako stolica. Poglądy te wywodzą się z dawnych księstw.

## Język
Granica językowa dolnoniemiecka i środkowoniemiecka biegnie od Rohrberg przez Zehnsberg i północny kraniec gór Ohm między Untereichsfeld i Obereichsfeld. W Obereichsfeld mówi się specjalnym dialektem – Eichsfeld – można tam usłyszeć dialekt turyński, zwłaszcza z twardymi spółgłoskami. Jednak dialekt nie jest tak „wyprany” i ma akcent turyński, jak ma to miejsce w sąsiednich dzielnicach Turyngii. W Untereichsfeld ludzie mówili dolnoniemieckim, chociaż dzisiaj tylko sporadycznie; Dziś ludzie mówią głównie w języku wysokoniemieckim.
Kiedy mamy do czynienia z samym terminem Eichsfeld, istnieją pewne osobliwości – nawet w dolnym Eichsfeld pod wpływem „wysokoniemieckim”: słowo Eichsfeld wymawia się [ˈaɪksfɛlt] („Eixfeld” lub „Eiksfeld”). Zamiast „im Eichsfeld” jest też napisane „na Eichsfeld”. Podobnie zamiast „z Eichsfelda” używa się określenia „von Eichsfeld”.

## Historia

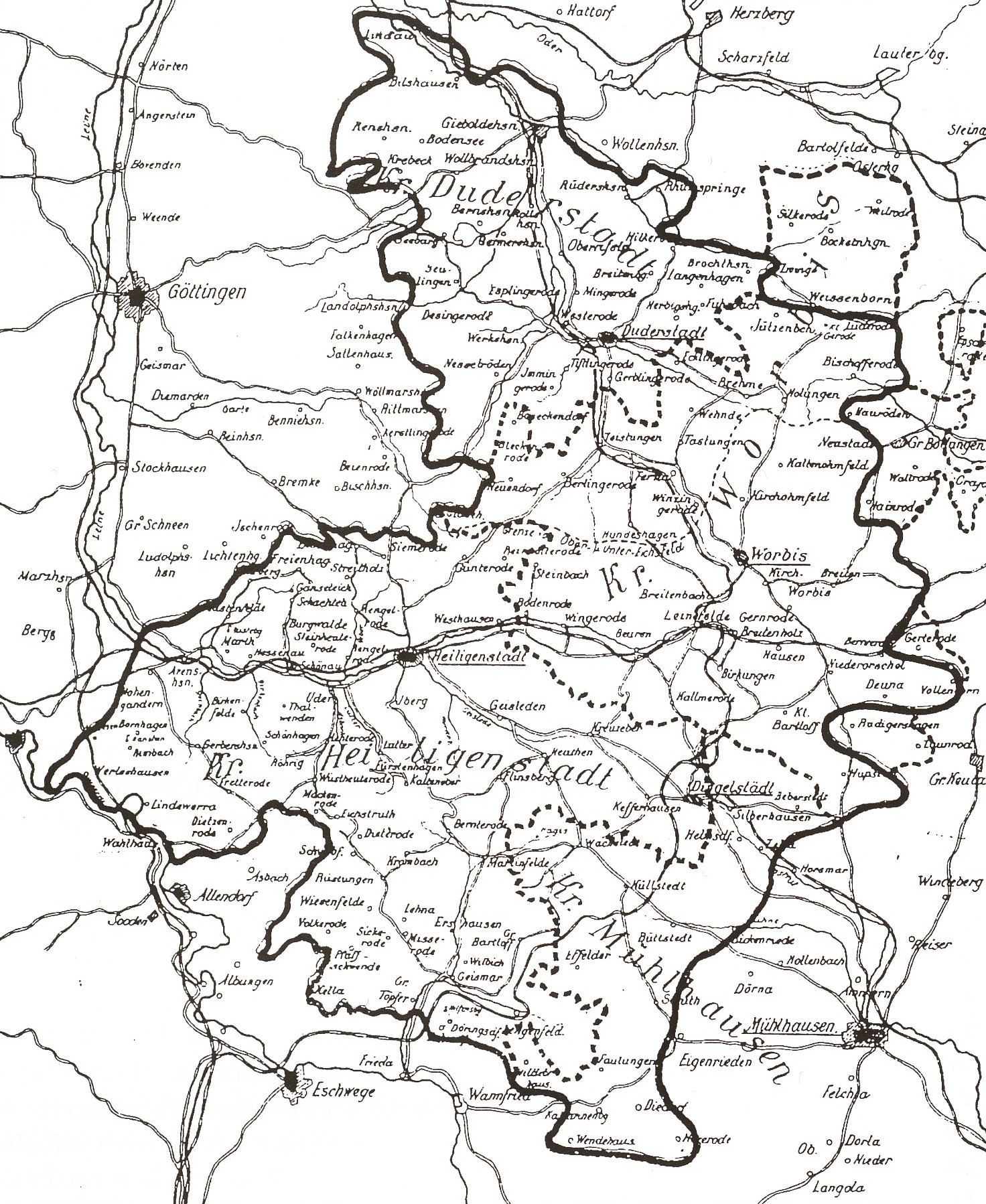
Mapa Eichsfeld z 1900

Pierwsza wzmianka o Eichsfeld pojawiła się w dokumencie z 897, a od 1022 kraina należała do arcybiskupstwa Moguncji. Od 1124 zaczęły powstawać tu klasztory. W 1524 wojna chłopska w Niemczech pustoszy Eichsfeld i wprowadza protestantyzm. W 1575 jezuici rozpoczynają działalność kontrreformacyjną i w ciągu 50 kolejnych lat Eichsfeld staje się ponownie katolicki. W 1622–1650 wojna trzydziestoletnia powoduje ruinę i wyludnienie Eichsfeld. Od 1665 arcybiskupi podjęli działania dla rozwoju gospodarczego tej krainy, m.in. w 1691 założono tu tkalnie arrasów. Od 1802/1815 Eichsfeld staje się częścią Królestwa Prus i Królestwa Hanoweru, a od 1866 w całości należał do Prus. W latach 1949–1990 znajdował się w NRD, a następnie stał się częścią zjednoczonych Niemiec.

## Komunikacja

### Drogi
Autostrada 38 (Göttingen – Lipsk) przebiega przez Eichsfeld w kierunku wschód-zachód. Dwie autostrady federalne przecinają Eichsfeld w kierunku wschód-zachód: B 27 (Göttingen – Braunlage) i B 446 (Nörten-Hardenberg – Duderstadt) w Untereichsfeld, a także wcześniej B 80 (zastąpiona przez A 38; obecnie L 3080) w Obereichsfeld. Jako połączenie północ-południe droga B 247 (Northeim – Duderstadt – Leinefelde-Worbis – Dingelstädt – Mühlhausen) przecina prawie całe Eichsfeld.

### Transport kolejowy
Ważna w kraju kolej Halle – Hann kursuje między Heiligenstadt i Leinefelde. Münden i linia Getynga – Erfurt (linia kolejowa Gotha – Leinefelde). Trasa Halle – Hann. Münden – Kassel został rozbudowany do dwóch torów i zelektryfikowany jako projekt transportu zjednoczonego Niemiec do 1994 roku.
Dawna linia kolejowa Leinefelde – Wulften nie jest już eksploatowana od połowy lat 90. XX w. (Untereichsfeld) i 2001 r. (Obereichsfeld). Do 1931 roku istniała także kolej wąskotorowa pomiędzy Getyngą a Duderstadt, Gartetalbahn. Ponadto od północy na Eichsfeld wpływa linia kolejowa Herzberg – Bleicherode.

### Lotniska
Lotnisko Eichsfeld niedaleko Heiligenstadt jest jedynym lotniskiem w całym Eichsfeld. W 2005 roku został wyposażony w asfaltowy pas startowy o długości 750 m, na którym obecnie mogą lądować także większe prywatne samoloty.